# Heilig Kreuz (Mönchengladbach-Westend)

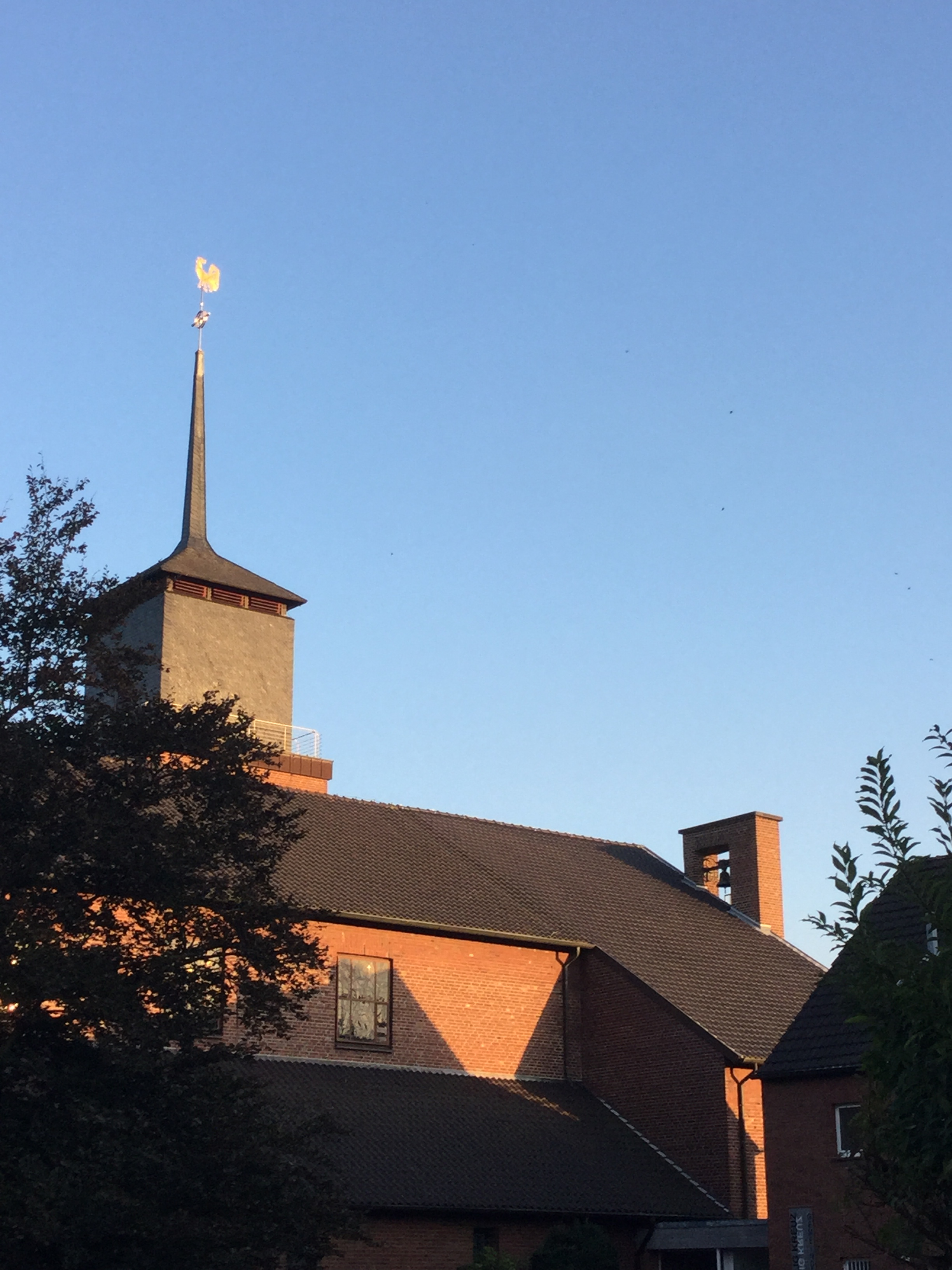
Heilig-Kreuz von Norden

Die römisch-katholische Kirche Heilig Kreuz liegt inmitten des Mönchengladbacher Stadtteils Westend an der Ecke Luisenstraße/Alexianerstraße.

## Geschichte
Religiöser Mittelpunkt der ganz überwiegend katholischen Bevölkerung im Westend und der 1870 gegründeten Schützenbruderschaft St. Josef wurde das am 19. Dezember 1859 vom Stadtdechanten Alexander Halm eingeweihte Alexianerkloster St. Josef, zu dem zunächst ein Betsaal, seit 1869 eine neugotische Kirche gehörte (Baubeginn 1866, Architekt: Hugo Schneider, der auch an der Vollendung des Kölner Doms und der neugotischen Umgestaltung des Glockenturms des Aachener Doms beteiligt war).
Am 14. August 1857 hatte das Mutterhaus der Alexianer in Aachen vom erzbischöflichen Generalvikariat Köln die Erlaubnis erhalten, eine ambulante Krankenpflege in Mönchengladbach zu unterhalten. Zu diesem Zweck bezogen die drei Ordensbrüder Aloys Speck, Alexius Adams und Alphons Houben ein ärmliches kleines Haus neben der Münsterkirche. Die Brüder mussten erst das Vertrauen der Bevölkerung in ihre Armen- und Krankenpflege gewinnen, um mit Spenden ihre kleine Niederlassung unterhalten zu können. Ludwig Liesen überließ den Alexianerbrüdern aus Dankbarkeit für seine Pflege, die Rektor Aloys Speck übernommen hatte, am 31. Dezember 1858 ein Grundstück von 3 ¾ Morgen am Blumenberg gegen eine jährliche Rente von 40 Talern.
Neben dem auf diesem Grundstück errichteten Kloster entstand das Alexianerkrankenhaus, eine psychiatrische Heil- und Pflegeanstalt (gegr. 1862/63). Bis zum Ersten Weltkrieg konnten der zusammenhängende Grundbesitz an der Luisen- und Alexianerstraße, der sich zwischen Blumenberger und Dahlener Straße (heute Aachener Straße) nach Westen erstreckte, sowie die Kloster- und Krankenhausgebäude, wozu seit 1882 auch ein separates Ökonomiegebäude gehörte, stetig erweitert werden. 1900 lebten in dem Kloster 31 Professbrüder; 233 Kranke wurden stationär gepflegt, während 2–3 Brüder in der ambulanten Pflege tätig waren. Im Ersten Weltkrieg diente der neue Anbau des Hauses als Lazarett für etwa 85 Verwundete.
Das Westend bildete zunächst den Seelsorgebezirk St. Josef der Innenstadtgemeinde St. Maria Himmelfahrt und wurde von 1870 bis 1900 von Kaplan Adolf Oehmen (1840–1900) betreut. Zeitweilig war Oehmen Vorsteher des Bezirks IV der städtischen Armenverwaltung. Er wohnte an der Luisenstraße 53 und war zugleich Hausgeistlicher des Alexianerklosters.  (Der Orden der Alexianer, der sich im Sinne tätiger Nächstenliebe vor allem der Krankenpflege widmet, ging aus der vorreformatorischen, mittelalterlichen Laienbewegung der Beginen und Begarden hervor und verfügt daher in der Regel über keine eigenen Priester.) Die Popularität des Kaplans spiegelt sich in dem Abendmahlsschrein wider, den Adolf Oehmen der Pfarrei Mönchengladbach aus den zu seinem 25-jährigen Priesterjubiläum 1895 eingegangenen Spenden stiftete. Der vergoldete Schrein im Stil gotischer Reliquiare des Rhein-Maas-Gebietes, ein Werk des örtlichen Goldschmieds Wilhelm Narings, gilt als „herausragendes Werk des Münsterschatzes.“ Als Reliquie wird das Tischtuch des Abendmahls verehrt, ein Stofffragment aus dem 2. Jahrhundert. Auf seinen persönlichen Wunsch blieb Oehmen 30 Jahre – bis zu seinem Tode – Kaplan und verzichtete auf eine Beförderung zum Pfarrer, um im Westend tätig bleiben zu können.
In der Klosterkirche der Alexianer las auch Carl Sonnenschein (1878–1929), der von 1906 bis 1919 an der Dahlener Straße 159 (heute Aachener Straße) direkt neben dem Klostergelände wohnte, regelmäßig die Frühmesse. In dem privaten Wohnhaus richtete Sonnenschein eine studentische Burse ein. Während seiner Tätigkeit an der Zentrale des Volksvereins für das Katholische Deutschland leitete er das Sekretariat sozialer Studentenarbeit. Carl Sonnenschein hielt die Studenten seiner Zeit für zu dünkelhaft, um ihre späteren Berufe als Mediziner oder Anwälte angemessen ausüben zu können, und forderte sie auf, sich in Pfarrgemeinden von Arbeitervierteln zu engagieren, Industriebetriebe zu besuchen und an Industrieseminaren teilzunehmen.
Die alte Schule an der Luisenstraße (eröffnet 1868) wurde im November 1952 in Carl-Sonnenschein-Schule umbenannt. (Der Erweiterungsbau der Schule – heute Grundschule – wurde am 23. März 1964 eingeweiht.)
Die dunkelste Zeit erlebten die Alexianer im Nationalsozialismus. Im Zuge der von Hitler angeordneten Aktion T4 mussten die Leiter der Alexianer-Krankenhäuser Fragebögen über Aufenthaltsdauer und Arbeitsfähigkeit der ihnen anvertrauten Menschen mit Behinderung ausfüllen. Wenige Wochen später erhielten die Anstaltsleiter Listen mit den Namen der Personen, die unter fadenscheinigen Begründungen in andere Einrichtungen ‚verlegt’ werden sollten. Tatsächlich wurden sie in roten, später grau angestrichenen Bussen der Reichspost zur Tötung in andere Heilanstalten gefahren. Die Hinterbliebenen erhielten eine telegrafische Kurznachricht über die fingierte Todesursache und den falschen Sterbeort. Auch nach der aufsehenerregenden Predigt des Bischofs von Münster Clemens August Graf von Galen am 5. August 1941 gegen das „Euthanasie“-Programm ging das Morden weiter. Noch 1943 wurden 254 Patienten aus den Alexianer-Krankenhäusern Mönchengladbach, Krefeld und Neuss in Mordanstalten abtransportiert. Die Alexianerbrüder, denen von den Nazis mehrfach Homosexualität unterstellt wurde und die deswegen unter Beobachtung der Gestapo standen, mussten dies hilflos ansehen.
Das Kloster wurde durch die Luftangriffe vom 10. und 19. September 1944, bei denen Bruder Vinzenz Rütz und 13 Kranke den Tod fanden, weitgehend unbewohnbar. Der Chorraum der Kirche wurde völlig zerstört, so dass ein Wiederaufbau der Kirche nicht mehr in Frage kam. Die nach dem Krieg aus der Evakuierung zurückgekehrten Katholiken des Westends fanden im Sonntagsgottesdienst in dem zur Notkirche umfunktionierten Speisesaal des Klosters wieder ihre religiöse Heimat. Am 28. April 1946 wurde dort die erste Erstkommunionfeier nach dem Krieg ausgerichtet.
1949 übernahm Wilhelm Ruland (1911–1989) die Rektoratsstelle des Seelsorgebezirks St. Josef (später Hl. Kreuz). Er bekam vom Bischof den Auftrag eine neue Kirche zu bauen.
1950 konstituierte sich der Kirchbauverein. Er sammelte für Kirchengebäude, Turm, Orgelempore, Orgel und Innenausstattung von 1952 bis 1977 insgesamt 255.000 DM. Die Summe kam durch die Spenden- und Sammelbereitschaft vieler Bewohner des Westends, aber auch durch die Unterstützung durch die Industriebetriebe in diesem Viertel zusammen.
Ebenfalls 1950 wurde auf Anregung von Rektor Ruland der Kirchenchor des Rektorats St. Josef ins Leben gerufen. Am Dreifaltigkeitstag 1952 erfolgte der erste Spatenstich für die Hl.-Kreuz-Kirche durch Wilhelm Ruland, am 24. August dann die Grundsteinlegung durch den Aachener Weihbischof Friedrich Hünermann, der auch am 3. Mai 1953 (Fest der Kreuzauffindung) im Rahmen der ersten Pontifikalmesse die Konsekration der neuen Kirche und des Altares (mit Reliquien der Kölner Heiligen Gereon und Ursula) vornahm.
Anlässlich des 25-jährigen Priesterjubiläums von Wilhelm Ruland wurde Heilig Kreuz am 12. März 1961 durch Josef Kauff, Propst der Hauptpfarrkirche St. Mariä Himmelfahrt, zur Pfarrkirche erhoben und Wilhelm Ruland zum Pfarrer ernannt. Das eigentliche Klostergebäude, das bereits 1956 von den Alexianerbrüdern verlassen worden war, wurde 1967 abgerissen. In dem notdürftig in Stand gesetzten Patiententrakt wohnten um 1970 noch 90 obdachlose Familien, davon 51 kinderreiche Familien. Die insgesamt 426 Personen waren in 161 Räumen behelfsmäßig untergebracht. Dieser Gebäudeteil wurde schließlich im November 1974 abgerissen, nachdem für die Bewohner Ersatzwohnraum geschaffen worden war. An das Kloster erinnert heute noch die neugotische Steinplastik des hl. Josef, die ursprünglich über dem Hauptportal des Klosters stand und 1980 am Altbau der Carl-Sonnenschein-Schule angebracht wurde. Pfarrpatron der Kirche Hl. Kreuz wurde der Hl. Hermann Joseph. Eine Reliquie des Heiligen wurde 1960 aus dessen Grab in Steinfeld entnommen und der Pfarre Hl. Kreuz übergeben.
In den Jahren 1963 bis 1967 entstanden neben der Kirche Reihenhäuser zur Unterbringung von Pfarrbüro, Pfarrhaus, Kaplanei und Organistenwohnung. Eine Erdgeschosswohnung in einem Wohnhaus des Historismus gegenüber der Kirche wurde als Katholische Öffentliche Bücherei, später als Treffpunkt genutzt. Die Räumlichkeiten dienten dem vielfältigen Vereinsleben in Hl. Kreuz. Der Pfarrkindergarten lag an der Blumenberger Straße.

## Architektur
Der schlichte Backsteinbau wurde durch den Mönchengladbacher Architekten Konrad Bayer entworfen, der nach dem Zweiten Weltkrieg zu den Architekten der ersten Stunde in Mönchengladbach gehörte und der maßgeblich am Wiederaufbau der im Krieg zerstörten ehemaligen Benediktiner-Abteikirche St. Vitus (Mönchengladbacher Münster) beteiligt gewesen war. Der Leitgedanke des Kirchenbaus ist dem Gleichnis vom Guten Hirten im Johannes-Evangelium entnommen: „Ich bin die Tür! Wenn jemand hineingeht durch mich, wird er das Heil erfahren. Er wird ein- und ausgehen und Weide finden.“ (Joh 10,9) Der Kirchenbau symbolisiert als ,Wegkirche‘ den Lebensweg des Christen – vom Taufstein neben dem Portal über den Altar bis zum „Lichthof des Himmels.“ Vom Portal an der Ostseite der Kirche (Luisenstraße) schaut man auf den großen Torbogen hinter dem Hauptaltar im Westen. Dieser Torbogen, in dessen Kämpferzone ein Kreuz hängt, wird durch die Stirnwand des Chorraums hinterfangen. Mit der hellen Stirnwand, die von oben über ein Glasband gleichmäßig Tageslicht erhält, kontrastiert die leicht im Schatten liegende Wand des Torbogens.
Im Grundriss erinnert die Kirche an den Typus der Chorquadratkirche, wie er häufig in romanischen Dorfkirchen zu finden ist. An das Langhaus schließt sich der eingezogene Chorraum mit geradem Abschluss an. In dieser modernen Adaption besteht die Besonderheit darin, dass der Chorbogen mit dem Triumphkreuz, der in den mittelalterlichen Kirchen das Langhaus vom Chorraum trennt, hinter den Altar gesetzt ist.
Das flach geneigte Satteldach, dessen Holzgebälk im Innenraum freiliegt, setzt sich ohne Zäsur vom Langhaus in den Chorraum fort. Die Kehlbalken des Sparrendachs liegen an den Seitenwänden des Langhauses auf Wandpfeilern auf.
Das niedrigere Seitenschiff mit Flachdecke an der Nordseite nimmt etwa ein Drittel der Höhe des Langhauses ein. Zeitweilig wurde das Seitenschiff als Coenaculum (Abendmahlssaal) genutzt, wo sich Gottesdienstbesucher in kleinem Rahmen um den länglichen Abendmahlstisch versammeln konnten. Zwischen Seitenschiff und dem Vorraum der östlichen Seitentür befindet sich eine Kerzenkapelle mit einer Fatima-Madonna.
Das Langhaus erhält an beiden Seiten Tageslicht durch jeweils vier etwa quadratische Obergadenfenster, der Chorraum durch ein raumhohes südliches Seitenfenster. An der gegenüberliegenden, nördlichen Seite des Chorraumes befindet sich eine Empore, die später zum Probenraum für den Kirchenchor umgebaut wurde. Die Funktion dieser Empore übernahm die 1960 über dem östlichen Hauptportal eingezogene Orgelempore (Orgelweihe 1961). Das Seitenschiff weist vier kleine Fenster zwischen den Pfeilern des Langhauses auf. Das Hauptportal wird durch ein hohes Fenster mit Segmentbogen überfangen, das bis zur Giebelzone reicht. Zur Akzentuierung der schlichten Außenwände des Langhauses wurden an der Südseite (zur Alexianerstraße) ein kleiner Vorbau mit Seiteneingang sowie der erst 1967 vollendete Kirchturm mit aufgesetztem Glockenstuhl und Spitze (mit Schiefer verkleidete Holzkonstruktion) angefügt. Die Glocke aus dem Jahre 1601, die in dem offenen gemauerten Glockenstuhl an der Nordseite des Chorraumes hängt, trägt die Aufschrift GOTTES X SEGEN X MACHT X VNS X REICH X H X P X 1601 X. Die Initialen stehen vermutlich für den Glockengießer Hans Pamberger aus Schweidnitz (poln. Świdnica). Heute ,ruft‘ die Glocke aus Schlesien auch die polnische Gemeinde zur polnischen Messe in Heilig Kreuz.

## Ausstattung
Beim Betreten in die Kirche wird die sakrale Stimmung weitgehend durch das Triumphkreuz (H. 240 cm) an der hohen freien Chorwand bestimmt. Das Triumphkreuz wurde von dem Mülheimer Künstler Ernst Rasche (1926–2018) geschaffen, der von 1947 bis 1950 an der Kunstakademie Düsseldorf studierte. Ernst Rasche gehört zu den wichtigsten Künstlern für Sakralkunst, wofür er 1990 von Papst Johannes Paul II. den Orden Pro Ecclesia et Pontifice verliehen bekam.
Der Kirchenraum lebt zudem von der Ausstattung mit eindrucksvollen Glasfenstern. Sie wurden ab 1953 nach Entwürfen von Ernst Jansen-Winkeln (geb. 1904 als Sohn eines Schuhmachers in dem Dorf Winkeln bei Mönchengladbach-Hardt) in den Werkstätten Heinrich Oidtmann, Linnich, ausgeführt. Atelier und Wohnung des Künstlers befanden sich von 1920 bis zu seinem Tode 1992 an der Rheydter Straße 58 im Westend.
Für die Durchreiche zwischen Sakristei und Chorraum entstand 1953 in einem ausgewogenen Dreiklang der Grundtöne Gelb, Rot und Blau das kleine Fenster mit der Kreuzigungsdarstellung, die umgeben ist von den eucharistischen Symbolen Weinrebe und Ähre. Stilistisch knüpft Jansen-Winkeln hier an seine frühe Graphik an: Die geschwungenen, dynamischen Linien des Bleirisses erinnern an seine spätexpressionistischen Holzschnitte, zu denen auch der Kreuzweg in der Hl.-Kreuz-Kirche gehört, der 1945 im Auftrag des Aachener Bischofs Johannes Joseph van der Velden für die Ausstattung zerstörter Kirchen und von Notkirchen entstand, nachdem Jansen-Winkeln mit seiner 1944 nach Württemberg evakuierten Familie in sein kriegszerstörtes Haus im Westend zurückgekehrt war. Der Holzschnittzyklus ist noch unmittelbar geprägt vom Leiden des Krieges, das Jansen-Winkeln als Soldat an der Ostfront erlebt hatte.
Im selben Jahr wie das Sakristeifenster entstand das stilistisch ähnliche nordwestliche Obergadenfenster des hl. Laurentius von Rom, dessen ,Haupt‘ (ein Stück einer Schädeldecke) nachweisbar seit Ende des 15. Jahrhunderts in der (ehemaligen) Benediktinerabteikirche St. Vitus als Reliquie aufbewahrt und bis heute (zuletzt 2014) im Rahmen der alle sieben Jahre stattfindenden Heiligtumsfahrt Mönchengladbach gezeigt wird. Der frühchristliche römische Diakon und Märtyrer, der auf dem Rost verbrannt wurde – eindrucksvoll die züngelnden Flammen auf dem Glasfenster –, repräsentiert auf dem Fenster die um ihrer Gerechtigkeit willen „Verfolgten“ der achten Seligpreisung der Bergpredigt (Mt 5,1–12).
Die sieben weiteren Glasfenster des Obergadens entstanden erst 1963 bis 1966 und stellen die sieben weiteren Seligpreisungen dar, die nun durch Szenen bzw. Gleichnisse aus dem Neuen Testament repräsentiert werden:
südliche Langhausseite (von Westen nach Osten):
- Selig, die Hunger und Durst haben – Jesus und die Samariterin am Jakobsbrunnen (Joh 4,1–42)
- Selig die Sanftmütigen – der Gute Hirte (Jesu Gleichnisrede „Ich bin der gute Hirte“ – Joh 10,11.14)
- Selig die Trauernden – Der Auferstandene erscheint Maria Magdalena (Joh 20,11–18; Mk 16,9–11).
- Selig die Armen im Geiste – Der zunächst ‚kleingläubige‘ Petrus geht über das Wasser (Mt 14,22–33).

nördliches Langhausseite (im Anschluss an das Laurentiusfenster):
- Selig die Friedfertigen – Jesus erscheint den Aposteln und Jüngern im Saal zu Jerusalem (Joh 20,19–23; Lk 24,36–34; Mk 16,14)
- Selig, die reinen Herzens sind – Die klugen Jungfrauen, die im Unterschied zu den törichten Jungfrauen das Öl ihrer Lampen in Erwartung des ‚Bräutigams‘ Christus aufbewahrt haben (Mt 25,1–13).
- Selig die Barmherzigen – der barmherzige Samariter nach dem bekannten Gleichnis des Neuen Testaments (Lk 10,25-37), als Appell an die tätige Nächstenliebe.

Auch stilistisch unterscheiden sich diese Fenster mit Motiven aus dem Neuen Testament von dem Laurentiusfenster: Die geschwungenen Bleilinien – und damit die figürlichen Darstellungen aus dem Neuen Testament – sind hier auf ein ruhiges, orthogonales ‚Gerüst‘ zurückgeführt.
1973 entstanden die Fenster des Seitenschiffs mit den Symbolen der drei christlichen Tugenden Glaube, Hoffnung und Liebe (vgl. 1 Thess 1,3; 1 Kor 13,13): Kreuz, Anker und Herz. In leuchtendem Rot heben sich die auf eine strenge Form reduzierten Symbole jeweils von einem tiefblauen ,Rahmen‘ ab.
Die farbige Verglasung des wandhohen seitlichen Chorfensters mit dem Jüngsten Gericht erfolgte 1976. Die figürliche Darstellung ist in graues Rahmenwerk vor weißem Grund eingespannt. Der Auferstandene erscheint in der oberen Hälfte als thronender Weltenrichter vor dem Rot des Kreuzes, Sinnbild der Erlösung. Umgeben ist Christus von vier posaunenblasenden Engelsgruppen, die seine Wiederkunft verkünden (Mt 24,31). Zu seinen Füßen liegt das gläserne Meer (Offb 4,6), darunter das Firmament, unter dem sich die wenigen versammelt haben, die ihn begrüßen.
Vollendet wurde der Fensterzyklus von Jansen-Winkeln 1991 mit den beiden Fenstern über dem nördlichen und südlichen Seiteneingang. In ein streng orthogonales Netz aus grauen und blauen Tönen sind zwei Darstellungen aus der Endzeitvision der Geheimen Offenbarung des Johannes eingefügt: das Lamm Gottes, Symbol des gekreuzigten und auferstandenen Christus – über dem Lamm, aus dessen Seitenwunde ein glutroter Blutstrom fließt, erscheint die Dornenkrone – und das Himmlische Jerusalem als ummauerte kreisrunde Idealstadt mit vier Haupt- und acht Nebentoren (= zwölf Stämme Israels, vgl. Offb 21,11–15). Am Eingang zur Kirche stehen die beiden Symbolfenster für den Übergang von der diesseitigen Welt in das himmlische Paradies.
Auch der Wandbehang über den Sedilien im Chorraum wurde nach einem Entwurf von Ernst Jansen-Winkeln ausgeführt.
Der Wandbehang zeigt das Wappen von Hl. Kreuz: auf weißem Grund ein dunkelblaues Kreuz, dessen Zentrum ein goldfarbener Kelch bildet, aus dessen Kuppa drei Rosenblüten wachsen. Die Symbolik weist auf die ekklesialen Grundvollzüge: Das Kreuz steht für Martyria, das Zeugnis von Jesu Tod und Auferstehung; der Kelch verweist auf Leiturgia, die Gegenwart Christi in der Eucharistiefeier. Die Rosenblüten sind Sinnbilder für Diakonia, den Dienst am Nächsten, der aus der Eucharistie erwachsen soll; zugleich stehen sie für die Passion und in ihrer Dreizahl für die Trinität.
Das Altargemälde Hl. Hermann Joseph von Steinfeld im Seitenschiff (Öl auf Leinwand, um 1960) stammt von Heinrich Dieckmann (1890–1963), der sich überwiegend in der kirchlichen Monumentalkunst, vor allem als Glasmaler betätigte. Dieckmann, Sohn eines Taubstummenlehrers aus Kempen, besuchte von 1908 bis 1910 die Krefelder Handwerker- und Kunstgewerbeschule unter Jan Thorn Prikker. Von 1930 bis 1953 – unterbrochen von der Zeit des Nationalsozialismus – wirkte Dieckmann als Professor und Leiter an der Handwerker- und Kunstgewerbeschule in Trier. Anschließend wohnte er in Mönchengladbach.
Stilistisch lässt sich das Altargemälde in Dieckmanns glasmalerisches Spätwerk einordnen: Wie im Bleirutennetz der farbigen Glasfenster ist die stilisierte figürliche Darstellung aus strengen geometrischen Formen aufgebaut. Dargestellt ist die mystische Vermählung des hl. Hermann Joseph (geb. um 1150 in Köln), der als 12-Jähriger in das Kloster Steinfeld in der Eifel eintrat, mit Maria, die hier im mittelalterlichen Typus der Mondsichelmadonna (in Anlehnung an die schwangere Frau über dem Mond in Off 12,1–5) erscheint. Das Attribut des Heiligen im weißen Habit der Prämonstratenser-Chorherren ist der Apfel, den Hermann Joseph bereits als Kind der Madonna in St. Maria im Kapitol gereicht haben soll. Auf dem Arm hält er als Schutzpatron von Hl. Kreuz das Modell der Kirche. Im Hintergrund erscheint die romanische Klosterkirche von Steinfeld. – Die Verehrung des Heiligen wurde besonders am Ende des sogenannten Marianischen Zeitalters (1850–1950) populär. Seine bereits 1626 vom Kölner Erzbischof und vom Kaiser beantragte Heiligsprechung erfolgte erst 1958 unter Pius XII.
An plastischem figürlichem Schmuck der Kirche Hl. Kreuz ist die farbig gefasste Madonna neben dem Chor hervorzuheben. Die Holzskulptur aus dem Riemenschneiderumkreis (Anfang 16. Jahrhundert) wurde 1953 für die neue Kirche erworben. (Die ungefasste Holzfigur eines thronenden Bischofs – genannt Hl. Suitbertus – in der Art des 14. Jahrhunderts wurde in den 1980er Jahren aus der Kirche gestohlen und durch eine nachgeschnitzte Holzplastik der hl. Elisabeth im Stil von Riemenschneider ersetzt.) Das Prozessionskreuz (barocker Korpus, 18. Jahrhundert) wurde der Gemeinde von der St.-Matthias-Bruderschaft geschenkt.
Die drei figürlichen, jeweils mit einem ‚liegenden‘ Vierpass eingefassten geschnitzten Relieffelder – Christus und die Samariterin, das Mahl zu Emmaus, Speisung des Elia durch den Engel (1. Kön 19,7–8) als Präfiguration (Vorbild aus dem AT) des eucharistischen Mahls – an der Seitenschiffwand stammen von der ehemaligen, neugotischen Kommunionbank des Alexianerklosters.
Neben dem Tabernakel, der mit Edelsteinen besetzt ist, die an das Mannawunder in der Wüste erinnern sollen (Ex 16,15ff.), steht die moderne Bronzefigur des hl. Josef. Neben sich hat er die Zimmermannsaxt abgestellt. Die Figur stammt wie die Holzplastik des hl. Johannes Nepomuk an einem Pfeiler des Seitenschiffs von dem Bildhauer Adolf Westergerling (geb. 1932), einem Schüler von Ewald Mataré an der Kunstakademie Düsseldorf.

## Bildergalerie
|  | Info zur Audio-Datei |

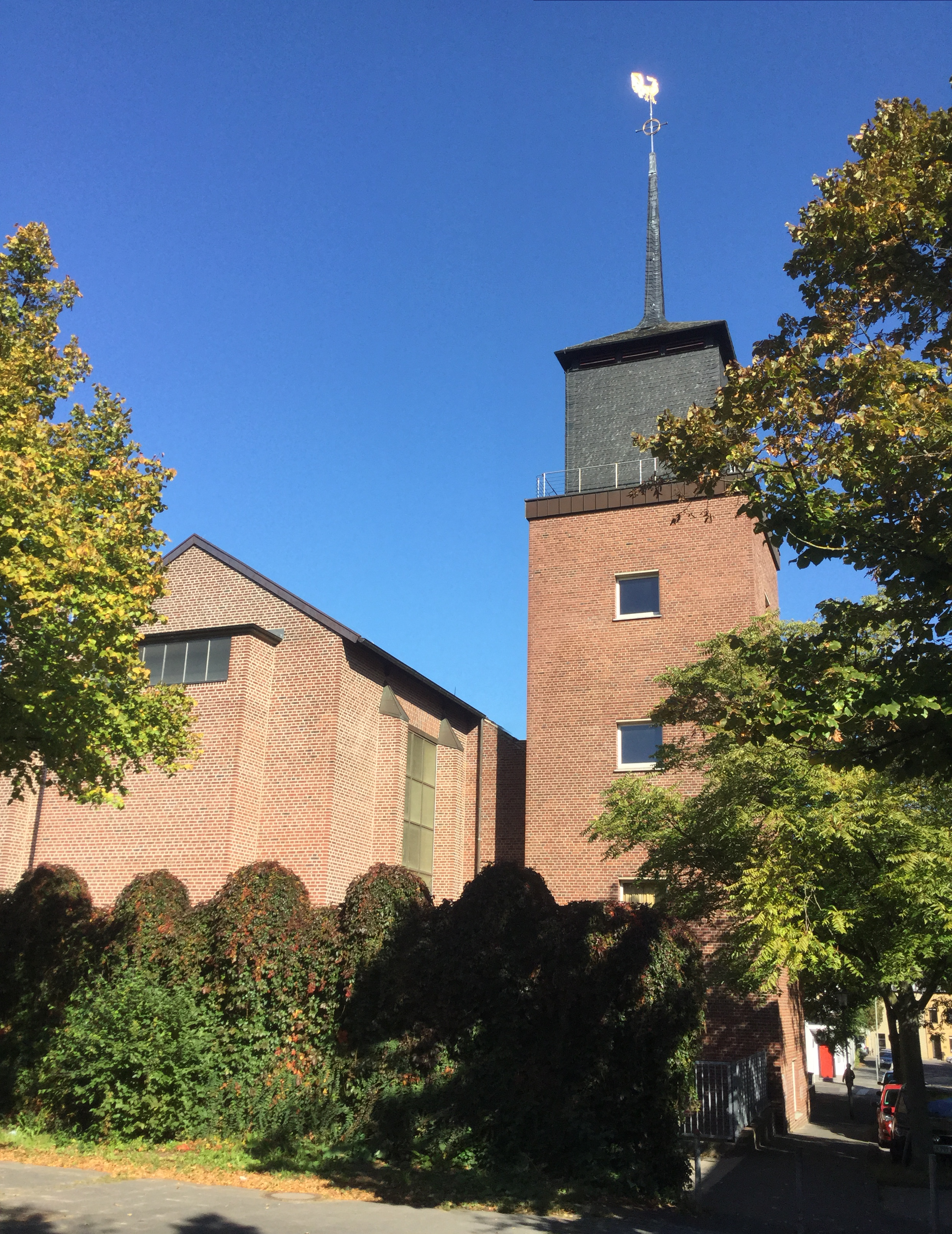
Westansicht
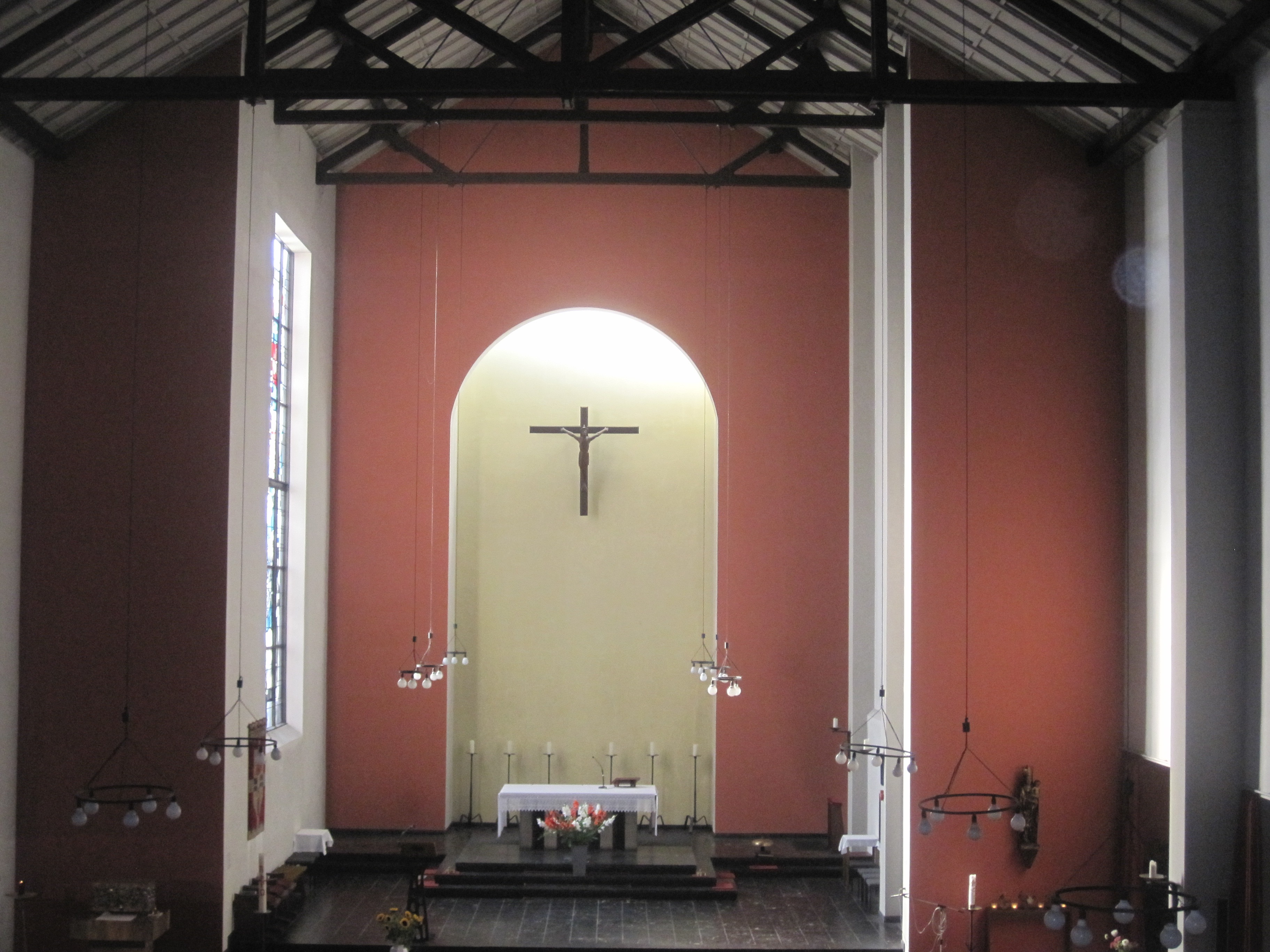
Chorraum
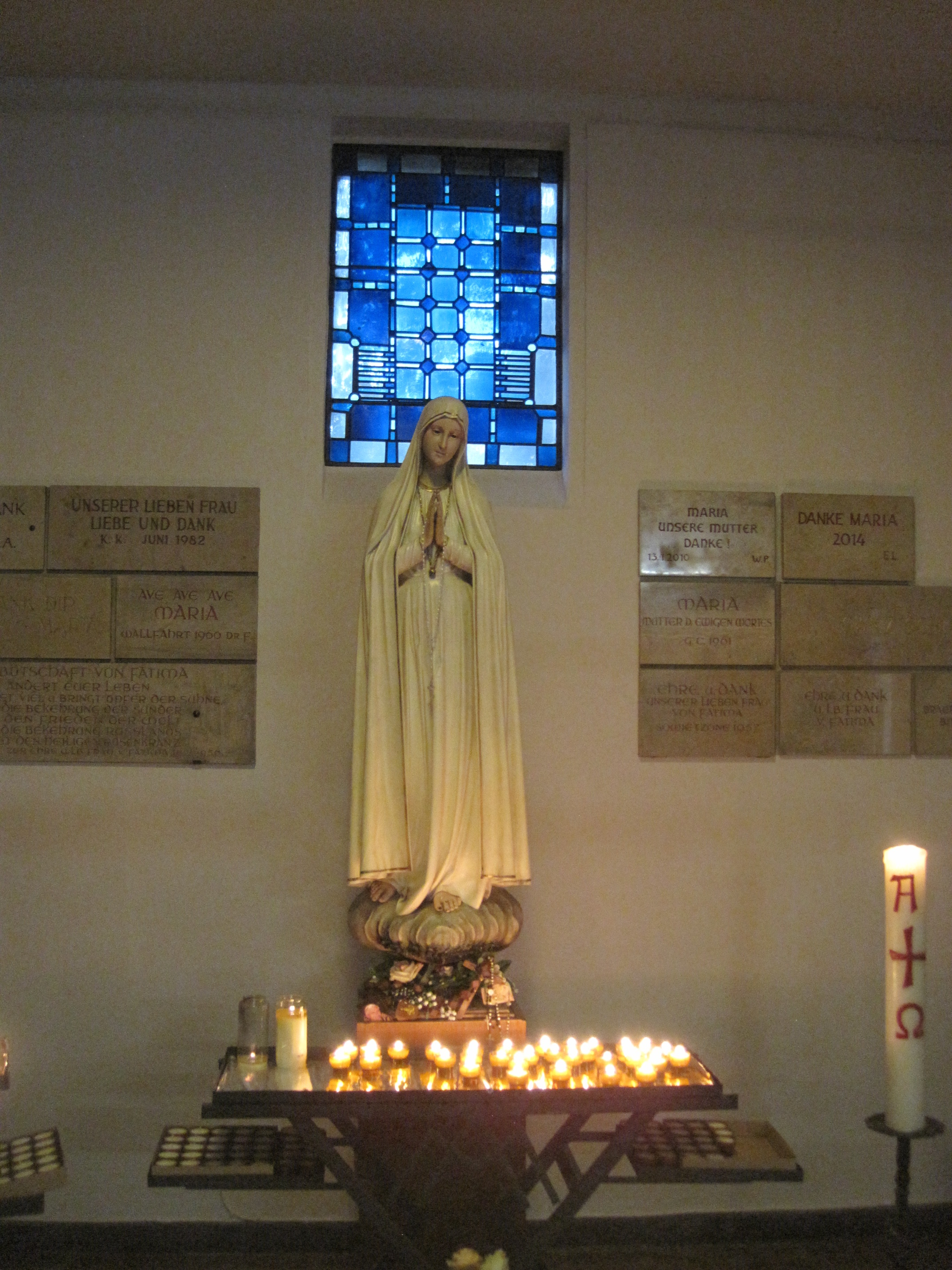
Fatima-Kapelle
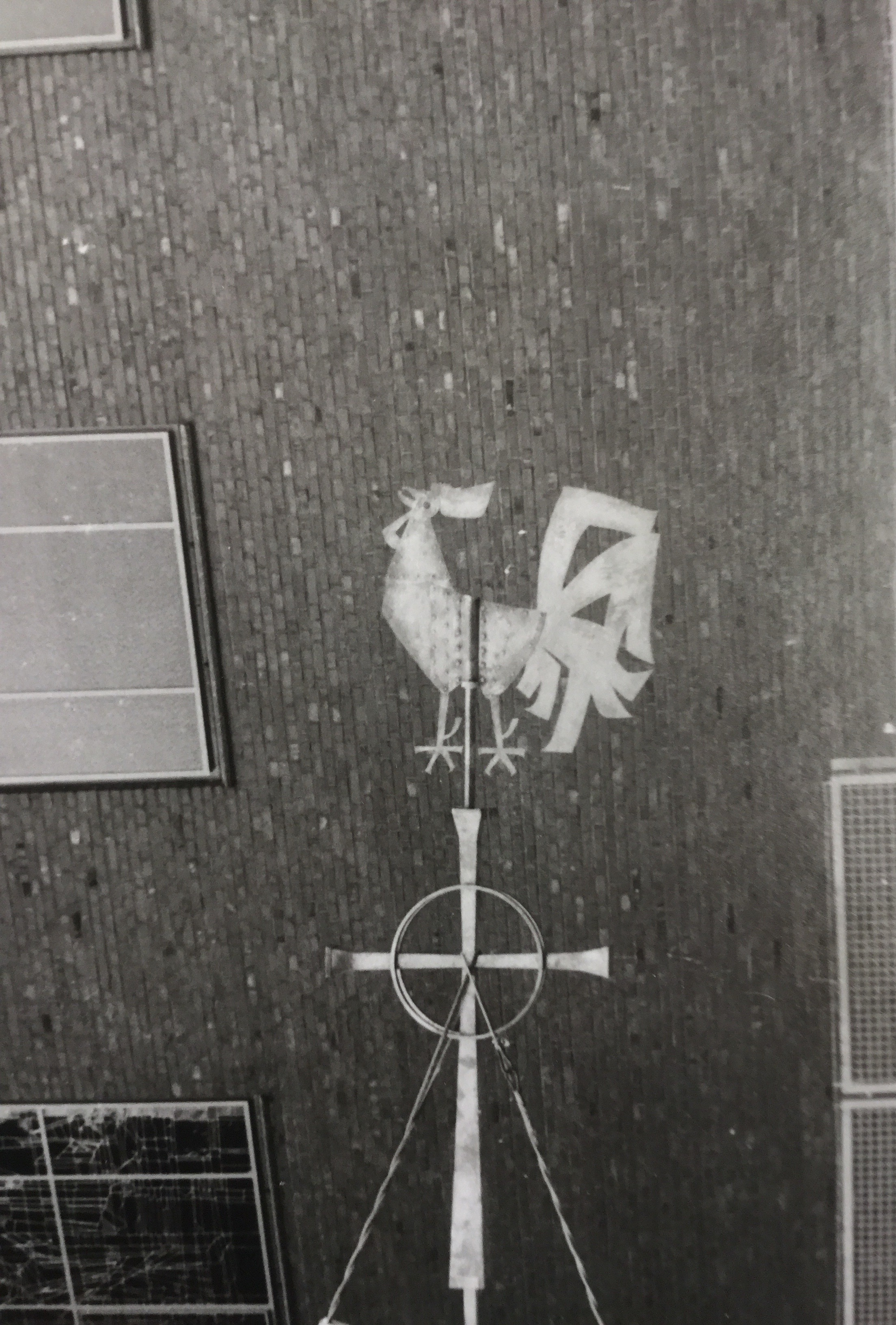
Turmhahn
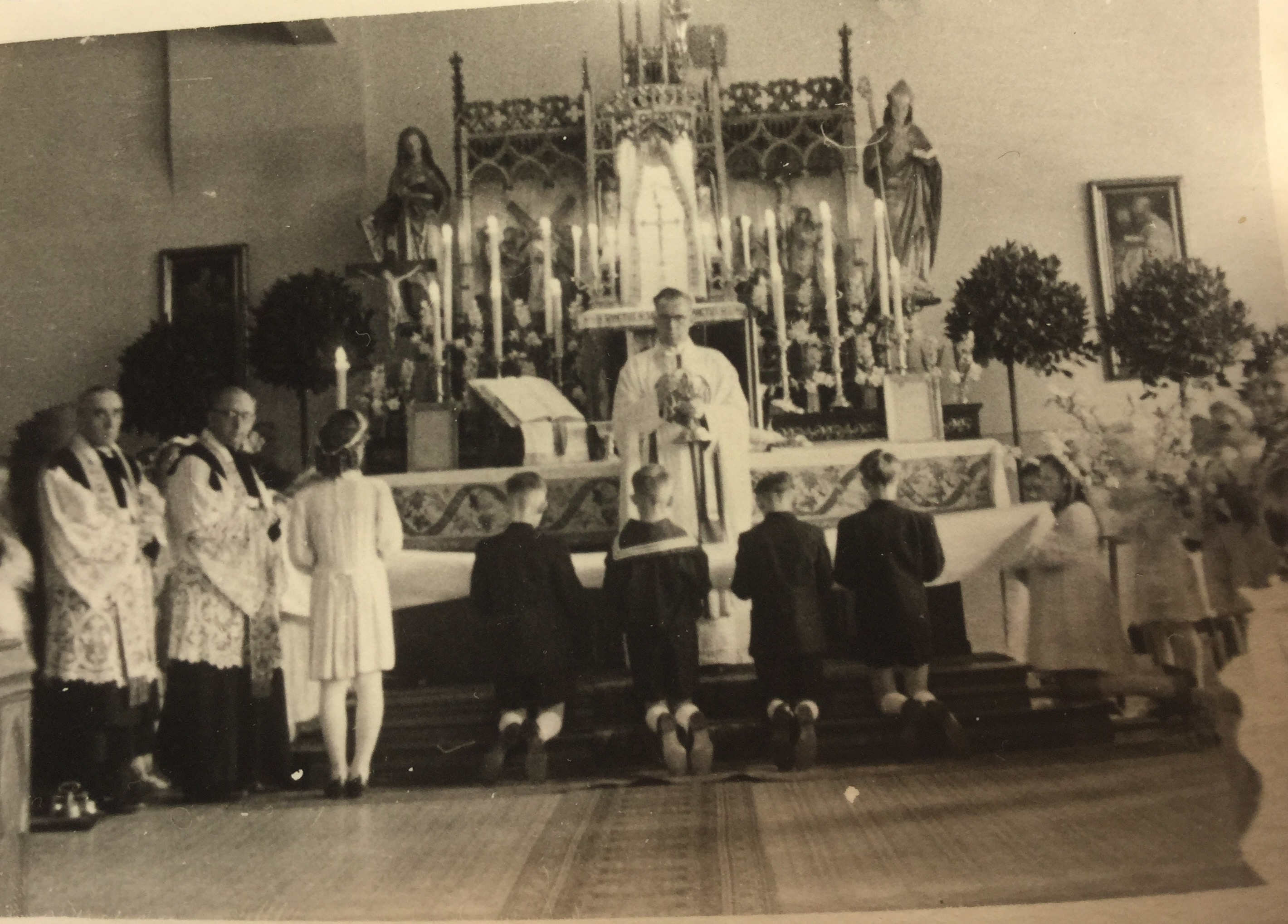
Notkirche des Alexianerklosters
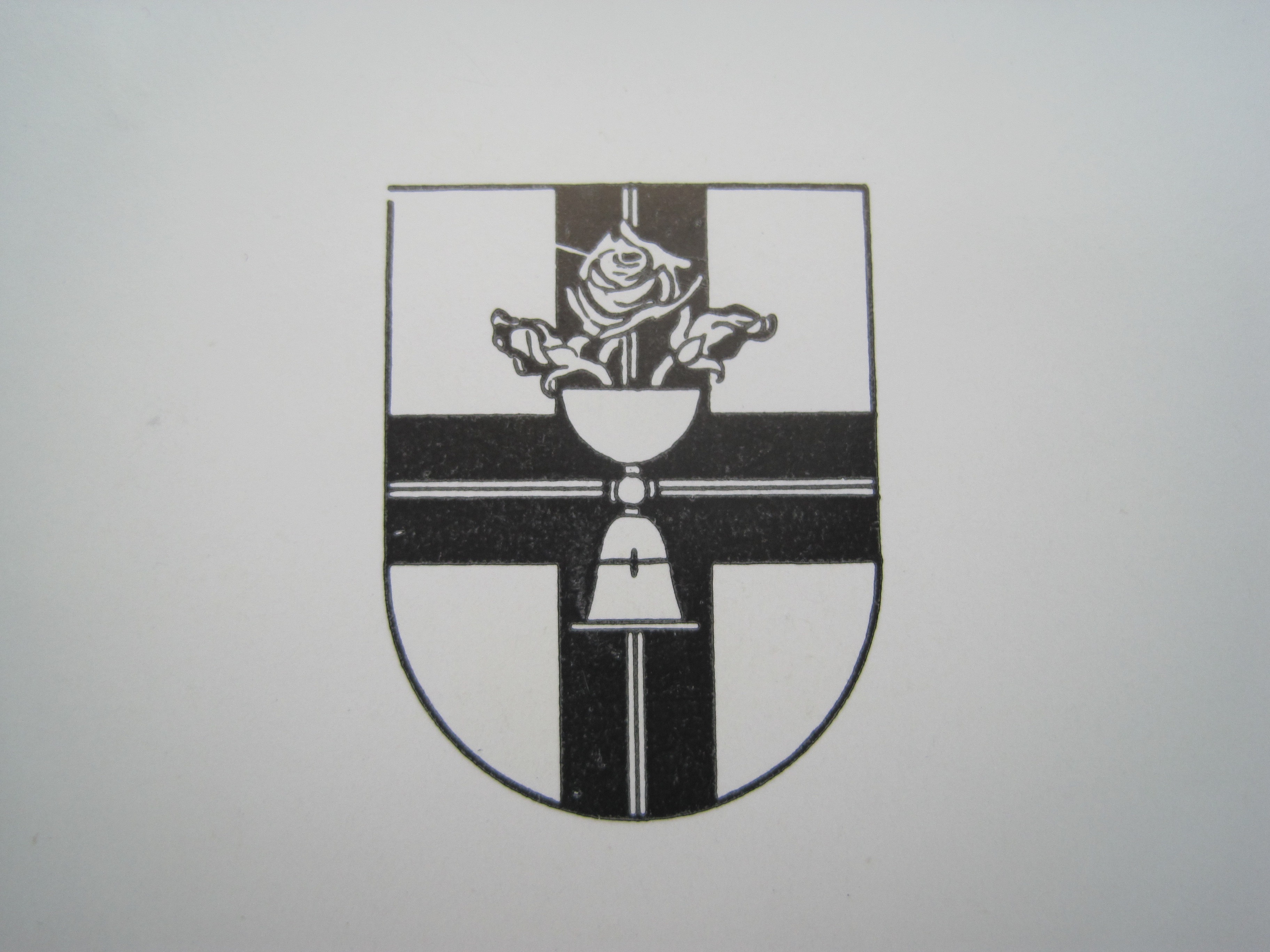
Wappen von Hl. Kreuz

## Bedeutende Persönlichkeiten
- Ernst Jansen-Winkeln
- Carl Sonnenschein